# 金色夜叉 (1966年のテレビドラマ)
『金色夜叉』（こんじきやしゃ）は、1966年1月3日から同年2月25日までフジテレビ系列局で放送されていたフジテレビ製作のテレビドラマである。放送時間は毎週月曜 - 金曜 21:45 - 22:00 （日本標準時）。

## 概要
『流れる雲』に続いて放送された15分帯ドラマの第2弾で、本作は尾崎紅葉の『金色夜叉』を原作とする。「今月今夜の…」のくだりなど、原作と放送日との月日を合わせて展開するカレンダー式の展開が当時話題になった。

## 出演者
- 間寛一：勝呂誉
- 鴫沢宮（お宮）：高須賀夫至子
- 金子信雄
- 久保菜穂子
- ほか

## スタッフ
- 原作：尾崎紅葉
- 主な脚本：田村幸二
- 主な演出：西河健治